# Всеобщая энциклопедия науки и искусства
Всеобщая энциклопедия науки и искусства (нем. Allgemeine Encyclopädie der Wissenschaften und Künste), чаще называемая по именам основателей Энциклопедия Эрша и Грубера — универсальная энциклопедия на немецком языке, издававшаяся в Лейпциге в 1818—1889 годах. Основателями энциклопедии были профессора Университета Халле Иоганн Самуил Эрш и Иоганн Готфрид Грубер. Издаваться начала в лейпцигском издательстве Иогана Фридриха Гледитча; с 1831 года энциклопедию выпускал издательский дом «Ф. А. Брокгауз».

## История
План энциклопедии был составлен Эршем в 1813 году и отложен из-за Наполеоновских войн; ещё одним соредактором должен был стать Готлиб Гуфеланд, чему помешала его неожиданная смерть в 1817 году. Эрш и Грубер возглавляли проект вдвоём до смерти Эрша в 1828 году (первые 17 томов), затем Грубер единолично редактировал тома 18—54 (до своей смерти в 1851 году).
Предполагалось выпустить энциклопедию в трёх сериях:
- первая серия от A до G составила 99 томов (и один том-приложение с таблицами) и была к 1882 году завершена;
- вторая серия от H до N была начата в 1827 году и к 1889 году доведена до середины буквы L (слово Ligatur), всего вышло 43 тома;
- третья серия от O до Z была начата в 1830 году и к 1850 году доведена до слова Phyxius, всего вышло 25 томов.

В общей сложности вышло 167 томов общим объемом около 78,8 тыс. страниц. Одна только статья Griechenland (Греция) состояла из 3668 страниц, заняв полностью тома 80—87 первой серии. Статья о Великобритании занимала 700 страниц, а статья об Индии (написанная Т. Бенфеем) — 356.
В должности редактора первой секции Грубера сменили Мориц Герман Эдуард Мейер (тома 55—61) и Герман Брокгауз (тома 62—99). Мейер также редактировал все тома третьей серии (из них первые 16 — совместно с Людвигом Кемцем). Редакторами второй серии стали в 1827 году Георг Хассель и Вильгельм Мюллер, однако Мюллер умер в том же году, и с третьего тома его заменил Андреас Готтлиб Хофман, который редактировал единолично тома 8—31. Редактором томов 32—43 был Август Лескин.

## Оценки
Исследователь энциклопедий Р. Коллисон называет Энциклопедию Эрша и Грубера «величайшим западным энциклопедическим проектом всех времён».